# Trietilenomelamina
Trietilenomelamina é uma droga usada na quimioterapia.
Ela pode causar aberrações cromossômicas.